# マカー
マカーとは、AppleのMacシリーズを愛用するユーザーの事を指す日本のインターネットスラング。元々は蔑称であったが、現在では蔑称ではない意味合い（=転じて、熱狂的なマッキントシュユーザーの意味）も含めた呼び方として定着している。

## 概要
語句としてのマカーそのものの発祥は、1996年刊のパソコン誌、FMVファミリーNo.5に掲載された河野光雄のエッセー「PC's BAR第5回」内の「聞いた風なことを言っている『マッカー』がいたら、きちんと無視してやればよい。」という記述が起源と思われる。その後、彼により開設された「Kill MACers」というウェブサイトを通して広く一般化した。
https://web.archive.org/web/20111128002902/http://www2.gol.com/users/slowhand/kilmac/kilmac_i97.htm
主にMac、またはアップル社製品を過大評価して触れ回ったり、競合他社のMicrosoftやその製品であるWindowsを異常なまでに酷評するなどして、周囲に反感を持たれるようなマックユーザーの蔑称として使われる。
現在では侮蔑の意味は薄れ、一般のマックユーザーに対する呼称として使われる事も多い。